# Campoplex helveticus
Campoplex helveticus là một loài tò vò trong họ Ichneumonidae.